# Coelocerus spinosus
Coelocerus spinosus is een krabbensoort uit de familie van de Majidae. De wetenschappelijke naam van de soort is voor het eerst geldig gepubliceerd in 1875 door A. Milne-Edwards.